# Patrick Ewing
Patrick Aloysius Ewing (Kingston, 5. kolovoza 1962.) umirovljeni je američki profesionalni košarkaš. Trenutačno je pomoćni trener Orlando Magica. Igrao je na poziciji centra, a izabran je u 1. krugu (1. ukupno) NBA drafta 1985. od strane New York Knicksa. Najveći dio svoje igračke karijere proveo je kao legendarni centar Knicksa, a posljednje dvije godine karijere proveo je igrajući za Seattle SuperSonicse i Orlando Magic. Nastupio na 11 All-Star utakmica, a 1992. godine bio je član jedinog pravog Dream Teama na Olimpijskim igrama u Barceloni. Ewing je također vodeći košarkaš Knicksa po broju koševa, skokova, ukradenih lopti i blokada svih vremena. Zajedno s nekadašnjim velikim rivalom, legendarnim centrom Hakeemom Olajuwonom i trofejnim trenerom Patom Rileyom, u rujnu 2009. primljen u Kuću slavnih.

## Igračka karijera

### Rani život
Ewing je rođen u Kingstonu na Jamajki. Bio je odličan sportaš u kriketu i nogometu. S 11 godina s obitelji se preselio u Sjedninjene Države u gradić Cambridge u državi Massachusetts. U lokalnoj srednjoj školi Cambridge Rindge and Latin School naučio je igrati košarku. Kako bi se pripremio na odlazak na sveučilište, Ewing je prošao poseban program MIT-Wellesley Upward Bound Program. Upward Bound Program je program kojeg je podčinjena klasa studenata morala proći kako bi se pripremili za odlazak na studij. Odlučio je pohađati sveučilište Georgetown.

### Sveučilište
Kao jako talentirani freshman odveo je svoje sveučilište do NCAA finala protiv sveučilišta u Sjevernoj Karolini, ali su ipak poraženi. U sezoni 1983./84., Ewing je odigrao sjajno te je svom sveučilištu donio NCAA naslov upravo preko sveučilišta Houston kojeg je predvodio Hakeem Olajuwon. Ewing je svoju sveučilišnu karijeru završio kao najbolji sveučilišni centar te se nakon kraja sezone 1984./85. odlučio prijaviti na NBA draft.

### NBA

#### New York Knicks
Na NBA draftu 1985. po prvi puta je uvedena tzv. draft lutrija, a New York Knicksi su dobili pravo birati prvi. Na draftu su izabrali upravo Ewinga. Iako je većinu svoje prve sezone u NBA ligi proveo ozljeđen, s prosječnih 20 poena, 9 skokova i 2 blokade lagano je osvojio nagradu za novaka godine. Ubrzo se prometnuo u jednog od nadominantnijih centara NBA lige te imao vrlo uspješnu NBA karijeru. Ewing je jedanaestorostruki NBA All-Star, te je 7 puta biran u All-NBA momčad, 3 puta u All-Defensive momčad i izabran među 50 najvećih košarkaša u povijesti NBA lige.
U polufinalu Istočne konferencije 1992. godine Knicksi su igrali u protiv prošlogodišnjih prvaka Chicago Bullsa predvođeni Michaelom Jordanom. Ewing je u prvoj utakmici bio nezaustvljiv i utakmicu završio s 34 koša, 16 koševa i 6 blokada, a Knicksi su slavili 94:89. Momčad se suočila s ispadanjem iz doigravanja nakon što su gubili 3-2 u seriji, a Ewing je ozljeđen s 27 koševa odveo Knickse do pobjede i izjedančenja serije. Komentator NBC mreže Marv Albert izjavio je da igra Ewinga u seriji bila "u stilu Willisa Reeda", ali Knicksi su poraženi od Bullsa u odlučujućoj sedmoj utakmici.
U sezoni 1992./93. tijekom utakmice s Charlotte Hornetsima, Ewing je pretrpio sramotu kada mu je samo 1,60 cm visoki Muggsy Bogues uspio blokirati šut. U doigravanju Knicksi su konačno krenuli sjajno te su postali veliki favoriti za naslov nakon što su poveli s 2-0 protiv Bullsa. Međutim Bullsi su iznenadili Knickse u petoj utakmici nakon što su Ewingovog suigrača, Charlesa Smitha, Bullsi redovito zaustavljali i blokirali pod košem. Bullsi su pobijedili i u šestoj utakmici te su kasnije preko Phoenix Sunsa došli do svog trećeg NBA naslova. To je bila još jedna frustrirajuća sezona za Ewinga unatoč tome što su Knicksi sezonu završili s drugim najboljim omjerom lige 60-22.
| „                                                            | Imali smo Mikanovu eru, Russellovu eru, pa i Kareemovu eru, a sada ćemo imati Ewingovu eru. | ” |
| — Pat O'Brien, o Patricku Ewingu, nekoliko dana prije drafta |                                                                                             |   |

U sezoni 1993./94., nakon Jordanovog prvog odlaska u mirovinu, Ewing je dao do znanja da će to biti godina New York Knicksa. Na putu do NBA finala, Knicksi su morali svladati Chicago Bullse u sedam i Pacerse također u sedam utakmica. U drugoj utakmici NBA finala, Knicksi su iznemađujuće pobijedili, ali su na domaćem terenu podbacili što je rezultiralo porazom u trećoj utakmici. Međutim Knicksi pobijeđuju u iduće dvije utakmice te se u Houston vraćaju s prednošću 3-2. Usprkos tome, Rocketsi pobijeđuju u iduće dvije utakmice i osvajaju svoj prvi NBA naslov. Ewing je tijekom tog finala postavio nekoliko rekorda po broju blokiranih šuteva, uključujući broj blokiranih šuteva u finalnoj seriji (kasnije ga je pretekao Shaquille O'Neal) i broj blokada u jednoj utakmici finala sa svojih 8 blokada (kasnije ga je pretekao Dwight Howard).
Iduće sezone u doigravanju, Ewing je promašio koš za izjednačenje u sedmoj utakmici s Indiana Pacersima te su Knicksi još jednom ispali. U sezoni 1997./98. Ewing je teško ozlijedio zglob što je zamalo rezultiralo krajem karijere. Ewing se vratio baš netom prije doigravanja te je svojim sjajnim sposobnostima odveo Knickse do drugog kruga doigravanja, ali se onda ozljeda pogoršala i Ewing nije mogao nastupiti u seriji s Pacersima što je rezultiralo prolazom Pacersa u finale Istoka. U skraćenoj sezoni 1998./99., Ewing se cijelu sezonu borio s ozljedom Ahilove tetive što se i pokazalo ključnim kada je tetiva pukla u drugoj utakmici finala Istoka. Marcus Camby je zamijenio Ewinga i Knicksi su nekako prošli u NBA finale gdje su ih čekali San Antonio Spursi. Međutim bez Ewinga, Knicksi se nisu mogli nositi s nadmoćnijim Twin Towersima u reketu te su Spursi osvojili svoj prvi NBA naslov. U posljednjoj sezoni s Knicksima, Ewing je ponovno ostvario finale Istoka preko Raptorsa i Heata, ali su i ovaj puta Pacersi bili bolji, te je krajem sezone Ewing mijenjan.

#### Seattle SuperSonics
Knickse je napustio 2000. godine u razmjeni igrača s Seattle SuperSonicsima. Ewing je otišao u Seattle, a Chris Dudley u Phoenix, dok su Glen Rice, Luc Longley, Travis Knight, Vladimir Stepania, Lazaro Borrell, Vernon Maxwell, dva izbora prvog kruga drafta (iz Los Angeles Lakersa i Seattlea) i dva izbora drugog kruga drafta iz Seattle stigli u Knickse. 25. studenog 2000., Ewing je prvi put nakon što je mijenjan u Sonicse zaigrao protiv New Yorka. Postigao je 10 koševa, 9 skokova i 3 blokade te tako izbio na 13. mjesto po broju postignutih koševa u povijesti NBA lige.

#### Orlando Magic
30. listopada 2001. godine, Ewing je u razmjeni postao igračem Orlando Magica. Sezonu je odradio do kraja, a 18. rujna 2002. objavio je da se povlači iz profesionalne košarke. 

## Trenerska karijera
Ewing je pomoćni trener u Orlandu već pet godina i ima velike zasluge u razvoju Dwighta Howarda, jednog od najdominantnijih centara današnjice. Kazao je da da želi jednog dana postati glavni trener Knicksa.

### Izvan parketa
1996. dobio je sporednu ulogu u filmu Space Jam, u kojem je glumio samoga sebe. Bio je jedan od petorice NBA igrača (ostali su Charles Barkley, Shawn Bradley, Larry Johnson i Muggsy Bogues) kojima su vanzemaljci ukrali talent, dok je glavnu ulogu preuzeo Michael Jordan koji je morao u utakmici s vanzemaljcima vratiti njihov talent. Još je igrao ulogu Anđela Smrti u filmu Egzorcist 3.

## Vanjske poveznice
- Profil na NBA.com
- Povijesni profil na NBA.com
- Profil  Arhivirana inačica izvorne stranice od 25. svibnja 2012. (Wayback Machine) na Basketball-Reference.com

| Prethodnik:     | Prvi izbor NBA drafta NBA draft 1985. | Nasljednik:    |
| Hakeem Olajuwon | Prvi izbor NBA drafta NBA draft 1985. | Brad Daugherty |